# Avance (dopływ Durance)
Avance – rzeka we Francji, przepływająca przez teren departamentu Alpy Wysokie, o długości 20,7 km. Stanowi dopływ rzeki Durance. 
Avance przepływa przez Chorges, Montgardin, Avançon, Saint-Étienne-le-Laus, Jarjayes, Valserres oraz Tallard.